# デス・ライダーズ
デス・ライダーズ（Death Riders）は、アメリカ合衆国のプロレス団体AEWのユニット。

## メンバー
- ジョン・モクスリー（結成 - ）（リーダー）
- ウィーラー・ユウタ（2022年4月8日 - ）
- クラウディオ・カスタニョーリ（2022年6月26日 - ）
- PAC（2024年8月25日 - ）
- マリナ・シャフィール（2024年9月7日 - ）

### 共闘メンバー
- 海野翔太（2023年5月21日 - ）
- ドン・キャリス（2023年5月28日 - ）
- 竹下幸之介（2023年5月28日 - ）

## 元メンバー
- ウィリアム・リーガル （結成 - 12月6日 脱退）
- ブライアン・ダニエルソン（結成 - 2024年9月7日 追放）

## 来歴
2022年3月6日、乱闘していたジョン・モクスリーとブライアン・ダニエルソンの元にウィリアム・リーガルが現れ、二人に握手をさせ、ザ・ブラックプール・コンバット・クラブを結成。
4月15日、ビリー・ガン率いるガン・クラブと対戦。終盤、ユータとビリー・ガンが一騎討ち。ビリー・ガンがフェイマサーを狙うも、ユウタがローリング・バック・クラッチで切り返してビリー・ガンから3カウントを奪った。
4月20日、ダンテ・マーティンらと対戦。終盤、モクスリーとユータがハンマー・アンヴィル・エルボー、ブライアンがダブルリストロック・ストンピングで各々1人ずつ捕らえ、最後はモクスリーのハイアングル・パラダイムシフトで決めた。
4月27日、QTマーシャルらと対戦。終盤、モクスリーとユータがハンマー・アンヴィル・エルボー、ブライアンがダブルリストロック・ストンピングで各々1人ずつ捕らえ、最後はユウタが変型十字架固めでフィニッシュ。
5月4日、ザ・ブッチャーらと対戦し、最後はブライアンがダブルリストロック・ストンピングからのトライアングル・チョークで勝利。
6月26日、「AEW x NJPW: FORBIDDEN DOOR」にてカスタニョーリがBCCに加入。負傷のダニエルソンの代替でザック・セイバーJr.と対戦した。また、メインイベントではモクスリーが棚橋弘至を破って暫定AEW世界王座を獲得した。
12月7日、この日のセグメントを持ってリーガルがWWEに戻るため退団。BCCからも脱退した。
2023年6月4日、新日本プロレス「DOMINION 6.4 in OSAKA-JO HALL」にカスタニョーリとモクスリーが参戦。海野翔太とのトリオでNEVER無差別級6人タッグ王座に挑むも海野が敗れ、王座戴冠はならなかった。その直後、ダニエルソンがオカダ・カズチカに宣戦布告をビデオメッセージで行った。また、今後も日本で活動することも明かした。

## タイトル歴
ジョン・モクスリー
- AEW世界王座（第6・8・13代）
- 暫定AEW世界王座
- AEWインターナショナル王座（第3代）
- IWGP世界ヘビー級王座（第9代）

ブライアン・ダニエルソン
- AEW世界王座（第12代）
- オーエン・ハート杯トーナメント優勝（2024年）

クラウディオ・カスタニョーリ
- ROH世界王座（第36・38代）
- AEW世界トリオ王座（第8代 パートナーはウィーラー・ユウタ&PAC）
- CMLLインターナショナル・グランプリ優勝（2024年）

ウィーラー・ユウタ
- ROHピュア王座（第10・12・14代）
- AEW世界トリオ王座（第8代 パートナーはクラウディオ・カスタニョーリ&PAC）

PAC
- AEW世界トリオ王座（第8代 パートナーはクラウディオ・カスタニョーリ&ウィーラー・ユウタ）

## 入場曲
- Wild thing
- Death Rider（ヒールターン以降）